# Agrilus bocaki
Agrilus bocaki (лат.) — вид узкотелых жуков-златок. Видовое название дано в честь чешского энтомолога Ладислава Боцака (Ladislav Bocák), крупного специалиста по жукам Lycidae (Coleoptera).

## Распространение
Китай.

## Описание
Длина тела взрослых насекомых (имаго) около 5 мм. Отличаются короткими усиками (достигающими половины длины пронотума), основным коричневым цветом спинной стороны, базальный вентрит с глубокой срединной бороздкой вдоль всей длины. Переднегрудь с воротничком. Боковой край переднеспинки цельный, гладкий. Глаза крупные, почти соприкасаются с переднеспинкой. Личинки развиваются на различных лиственных деревьях. Встречаются с мая по июнь на высотах от 1200 до 1900 м. Вид был впервые описан в 2011 году в ходе ревизии, проведённой канадскими колеоптерологами Эдвардом Йендеком (Eduard Jendek) и Василием Гребенниковым (Оттава, Канада).